# 斯梅雷基夫
50°1′25″N 24°2′50″E / 50.02361°N 24.04722°E
斯梅雷基夫（烏克蘭語：Смереків）位在烏克蘭西部，是利維夫州利維夫區的村落，隸屬庫利基夫市鎮，距離若夫克瓦約7.5公里，距離若夫坦齊約19公里，距離利維夫市中心約24公里，始建於1444年，面積1.42平方公里，人口700，人口密度每平方公里540.85人。